# 李勝烈
李勝烈（韓語：이상엽），韓國電視劇導演。

## 作品列表

### 電視劇
- 1992年：MBC《嫉妒》
- 1993年：MBC《Pilot》
- 1999年：MBC《菊熙》
- 2000年：MBC《黃金時代》
- 2002年：MBC《禮物》
- 2003年：SBS《夢想的螢幕》
- 2004年：SBS《最後之舞》
- 2005年：SBS《來去海邊》
- 2006年：MBC《可惡的女人們》
- 2013年：JTBC《她的神話》

## 外部連結
- NAVER